# Wolfgang Peters
Wolfgang Peters (8 de janeiro de 1929 - 22 de setembro de 2003) foi um futebolista alemão que atuava como atacante.

## Carreira
Wolfgang Peters fez parte do elenco da Seleção Alemã de Futebol, na Copa do Mundo de 1958, porém é um dos quatro jogadores que não viajaram para a Suécia. 